# Drapeau de l'Arménie
Vous lisez un « bon article » labellisé en 2008.
Le drapeau de l'Arménie (appelé métaphoriquement Երագույն, le « tricolore »)  est le drapeau national de l'Arménie. Il est composé de trois bandes horizontales : la bande supérieure est rouge, l'intermédiaire bleue, et l'inférieure jaune orangé (ou plus populairement Ծիրանագույն, « couleur abricot »). Il a été adopté le 24 août 1990 et confirmé le 15 juin 2006 par le parlement arménien (loi relative au drapeau de la République d'Arménie).
Ce drapeau est relativement récent par rapport aux siècles que couvre l'histoire de l'Arménie et a été précédé de plusieurs autres.

## Symbolisme
L'interprétation de la signification des trois couleurs est variable ; la plus communément acceptée est celle selon laquelle le rouge symbolise le sang versé par les Arméniens dans la défense de leur pays, le bleu représente le ciel, et le jaune orangé fait référence au sol fertile de l'Arménie et à ses cultivateurs.
L'interprétation officielle des couleurs est définie par la loi susmentionnée (article 2) : « Le rouge symbolise le haut-plateau arménien, la lutte continuelle des Arméniens pour la survie, le maintien de la foi chrétienne, l'indépendance et la liberté de l'Arménie. Le bleu symbolise la volonté du peuple arménien de vivre sous des cieux paisibles. Le jaune orangé (ou abricot) symbolise le génie créateur et la nature laborieuse du peuple arménien. »

## Apparence
L'article 2 de la loi relative au drapeau de la République d'Arménie et le ministère de l'Économie, via son organisme national des standards (SARM), établissent les standards de proportions et de couleurs du drapeau national. Le drapeau, d'une proportion largeur-longueur de 1:2, est composé de trois bandes horizontales rouge, bleue et jaune orangé de même taille. Les teintes précises sont spécifiées comme suit,.
| Couleur | ● Rouge     | ● Bleu     | ● Jaune orangé |
| ------- | ----------- | ---------- | -------------- |
| HTML    | #D90012     | #0033A0    | #F2A800        |
| RVB     | 217, 0, 18  | 0, 51, 160 | 242, 168, 0    |
| Pantone | 485C        | 286C       | 1235C          |
| CMJN    | 0-100-100-0 | 100-80-0-0 | 0-35-100-0     |

## Histoire

Reconstitution de l'étendard des Artaxiades.

Reconstitution de l'étendard des Arshakuni.

Il n'y a guère de ressemblance entre l'actuel drapeau arménien et les étendards antiques. Ces derniers étaient ornés d'un dragon, d'un aigle, d'un lion, ou de quelque mystérieux objet lié aux dieux. Ils étaient utilisés pour mener les armées à la guerre. Avec l'adoption du christianisme, l'Arménie adopte de nombreux étendards représentant diverses dynasties. L'étendard des Artaxiades, par exemple, était pourpre et orné de deux aigles se faisant face, une fleur les séparant.

### XIXesiècle

Premier drapeau.

Après la division de l'Arménie entre la Perse et l'Empire ottoman, l'idée même d'un drapeau arménien disparaît. Elle ne refait surface qu'en 1885 lorsqu'une association d'étudiants arméniens à Paris désire assister aux funérailles de Victor Hugo avec un drapeau national. Ces étudiants s'adressent alors à un prêtre catholique arménien, le père Léonce Alishan, afin qu'il conçoive ce drapeau. Sa première création est assez proche du drapeau d'aujourd'hui, un drapeau tricolore horizontal, mais ressemble plus à une variation du drapeau bulgare. La bande supérieure est rouge, pour le dimanche « rouge » de Pâques, l'intermédiaire est verte, pour le dimanche « vert » de Pâques, et l'inférieure est blanche, une couleur arbitrairement choisie pour compléter l'ensemble. Sa seconde création est connue en tant que « drapeau des nationalistes arméniens » ; il s'agit à nouveau d'un drapeau tricolore, mais vertical, avec le rouge pour la bande de gauche, le vert pour la bande centrale, et le bleu pour la bande de droite, le tout pour représenter l'arc-en-ciel que Noé vit lorsqu'il posa le pied sur le mont Ararat,.

### République démocratique fédérative de Transcaucasie

Drapeau de la RDFT.

En 1828, l'Arménie perse est annexée à l'Empire russe à la suite de la guerre russo-persane de 1826-1828 et devient l'Arménie russe. Après la révolution russe, celle-ci déclare son indépendance pour rejoindre l'éphémère République démocratique fédérative de Transcaucasie en 1918, avec la Géorgie et l'Azerbaïdjan. Cet État ne survit néanmoins que quelques mois et n'a pas le temps d'adopter officiellement un drapeau. Certains historiens considèrent cependant qu'il a utilisé une variante du drapeau allemand, en l'espèce un tricolore horizontal de jaune, noir et rouge (du haut vers le bas). La fédération est dissoute à la suite de l'indépendance de la Géorgie (26 mai 1918), suivie de celles de l'Azerbaïdjan et de l'Arménie (28 mai).

### République démocratique d'Arménie

Drapeau de la Première République d'Arménie.

En 1918, à son indépendance, la République démocratique d'Arménie adopte un drapeau presque identique à celui d'aujourd'hui. Le gouvernement reprend en effet les couleurs de la fin du règne de la dynastie roupénide : rouge, bleu et jaune, ce dernier étant rapidement remplacé par l'orange, qui se marie mieux avec les deux autres couleurs. Ce drapeau se distingue toutefois de l'actuel de par ses proportions (2:3).

### République socialiste fédérative soviétique de Transcaucasie
Le 29 novembre 1920, les bolcheviks établissent la République socialiste soviétique d'Arménie. Un nouveau drapeau lui est attribué dans sa constitution du 2 février 1922. Ce drapeau n'existe que pendant un mois : Arménie, Géorgie et Azerbaïdjan se regroupent dans la République socialiste fédérative soviétique de Transcaucasie. Le 30 décembre 1922, cette république devient l'une des quatre premières de l'URSS. Son drapeau reprend la faucille et le marteau insérés dans une étoile, avec les initiales « Z-S-F-S-R » (en alphabet cyrillique), pour Zakavkazskaya Sovetskaya Federativnaya Socialisticheskaya Respublika (« République socialiste fédérative soviétique de Transcaucasie »). En 1936, elle est divisée en RSS de Géorgie, RSS d'Arménie et RSS d'Azerbaïdjan.

Drapeau de la 1re RSSA.
Drapeau de la RSFST.

### République socialiste soviétique d'Arménie
En tant que l'une des républiques soviétiques, la RSS d'Arménie introduit son premier drapeau en 1936. Assez semblable au drapeau de l'URSS, il est rouge et reprend une faucille et un marteau jaunes dans le coin supérieur gauche, avec, juste en dessous, les initiales « H-Kh-S-H » en alphabet arménien (en arménien occidental : Haygagan Khorhurtayin Sodzialistakan Hanrabedutyun, soit « République socialiste soviétique d'Arménie »). Dans les années quarante, ces initiales deviennent « H-S-S-R », toujours dans le même alphabet (en arménien oriental cependant : Hayastani Sovetakan Sotsialistakan Respublika). En 1952, un nouveau drapeau est adopté : les initiales disparaissent et sont remplacées par un bandeau horizontal bleu. Ce drapeau survit jusqu'à l'indépendance, en 1991, et est remplacé par le drapeau actuel, utilisé dès 1990 par les indépendantistes.

1936-1940
1940-1952
1952-1990

## Usage

### Exhibition

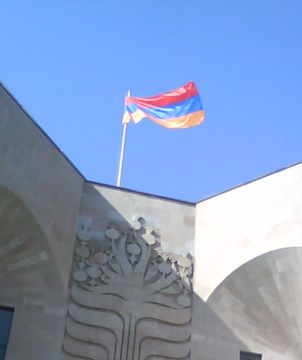
Le drapeau flottant au-dessus de l'Hôtel de ville d'Erevan.

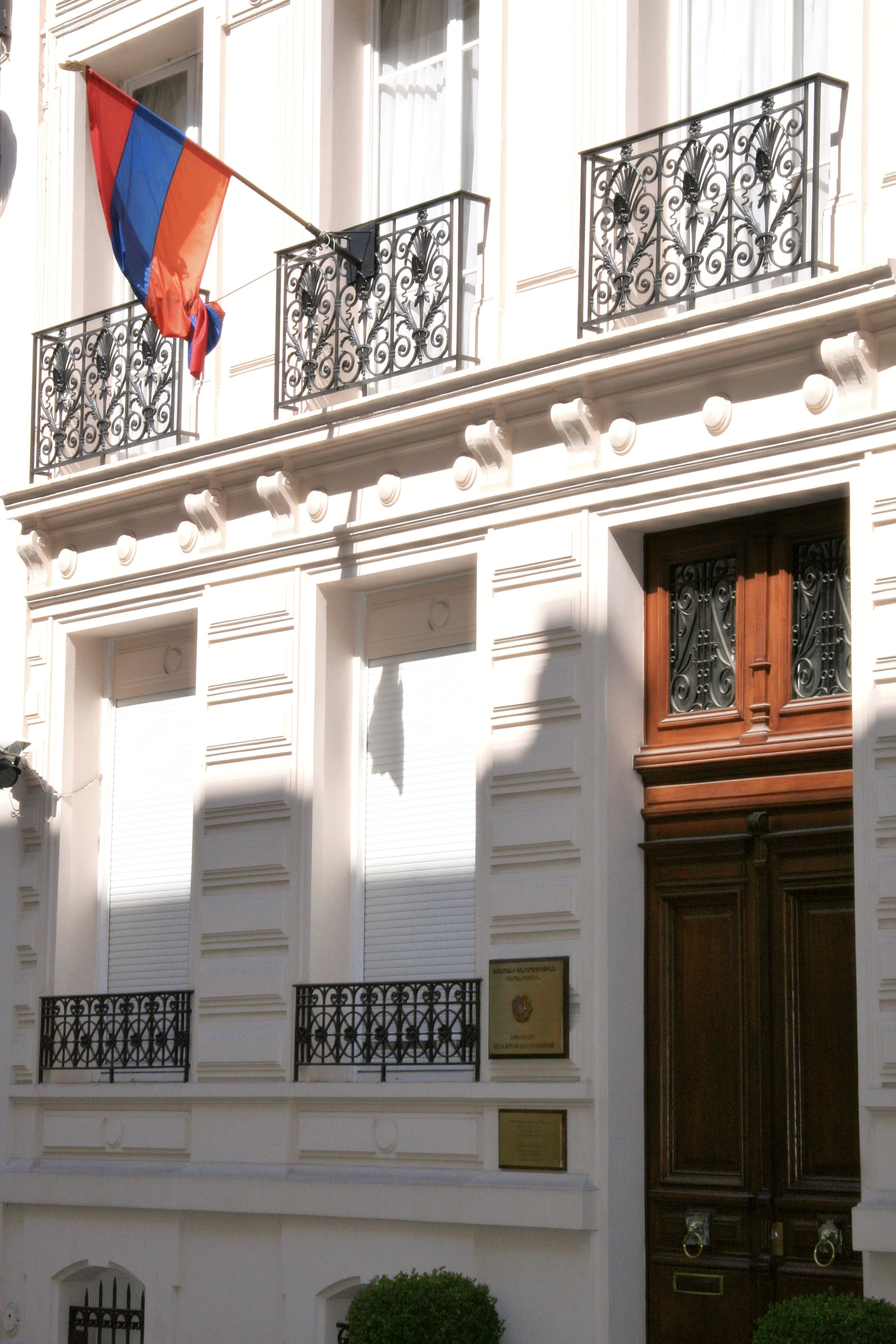
Le drapeau déployé à l'ambassade arménienne de Paris.

La loi susmentionnée (article 3) préconise de hisser le drapeau quotidiennement sur notamment :
- tout bâtiment public ;
- le siège de la présidence ;
- le parlement ;
- la cour constitutionnelle[17] ;
- toute représentation de la République d'Arménie.

Le même article réglemente l'usage du drapeau à l'intérieur de ces bâtiments, ainsi que sur les véhicules utilisés par les hauts représentants de l'État arménien, ou encore son utilisation lors des prestations de serment.
Le code judiciaire arménien prévoit en outre que le drapeau soit hissé sur les bâtiments hébergeant les cours judiciaires du pays, ainsi que dans leurs salles d'audience.
Les citoyens peuvent également le hisser sur leur résidence, à la seule condition que le drapeau soit à 2,5 m du sol, et l'utilisation de drapeaux sales, élimés ou ternis est interdite (article 7 de la loi susmentionnée). Enfin, le drapeau arménien n'est pas soumis à un droit d'auteur.

### Usage simultané avec d'autres drapeaux étatiques
L'article 6 de la loi susmentionnée prévoit l'utilisation simultanée du drapeau arménien et d'un ou de plusieurs autres drapeaux étatiques — dont les proportions ne peuvent lui être supérieures — en Arménie :
- si deux drapeaux sont utilisés, le drapeau arménien sera placé à la gauche de l'observateur ;
- si des drapeaux sont utilisés en nombre impair, le drapeau arménien sera placé au milieu ;
- si des drapeaux sont utilisés en nombre pair, le drapeau arménien sera placé à la gauche du milieu.

### Fête du drapeau arménien
La première fête du drapeau arménien a eu lieu le 15 juin 2010 à Erevan sur l'avenue Mesrop-Machtots. La date du 15 juin a été choisie du fait du vote en 2006 de la loi officialisant le drapeau arménien. Cette première organisée par le premier ministre et le ministre de la Culture s'est articulée autour d'un défilé de jeunes civils et militaires (de l'académie Monte Melkonian) jusqu'à 20 heures, ainsi que par des danses folkloriques et diverses activités culturelles.

### Journées spéciales
En vertu de la loi, le drapeau arménien doit être hissé lors des jours qui suivent, : 
- 1er et 2 janvier : Nouvel An.
- 6 janvier : Noël.
- 8 mars : journée internationale de la femme.
- 7 avril : journée de la maternité et de la beauté.
- 24 avril : journée de commémoration du Génocide arménien.
- 1er mai : fête du Travail
- 9 mai : journée de la Victoire et de la Paix
- 28 mai : journée de la Première République d'Arménie.
- 5 juillet : journée de la Constitution.
- 21 septembre : journée de l'Indépendance.
- 7 décembre : journée de commémoration du séisme du 7 décembre 1988.

### Deuils
Les articles 4 et 5 de la loi susmentionnée régissent l'emploi du drapeau lors des jours (il est alors mis en berne) ou cérémonies de deuil (il peut alors recouvrir le cercueil du défunt lors d'un tribut militaire, et est ensuite remis à sa famille).

### Outrages
Le code criminel arménien punit tout outrage au drapeau (tout comme aux armoiries et à l'hymne national) de travaux d'intérêts généraux de maximum deux ans ou d'une peine d'emprisonnement de maximum un an.

## Influence

Drapeau de la République d'Artsakh

Le drapeau arménien a directement inspiré le drapeau du Haut-Karabagh, adopté le 26 janvier 1993. Sur le drapeau arménien est en effet apposé un chevron blanc en zigzag, symbolisant la séparation d'avec la mère patrie et son désir de réunification.
Le drapeau arménien est directement repris sur l'emblème des Forces armées arméniennes, adopté le 23 janvier 2001. Il y surmonte un aigle doté d'un bouclier et d'une épée.
Les couleurs du drapeau ont également influencé le drapeau des Jeux panarméniens, adopté le 30 avril 1997. Ce drapeau est bleu et reprend les anneaux du drapeau olympique, auxquels il adjoint un sixième anneau. Ce sixième anneau, jaune orangé, est entrelacé aux anneaux rouge et bleu ; les trois couleurs du drapeau arménien sont ainsi mises en contact. Au-dessus des anneaux figure en outre une flamme teintée de ces trois couleurs.
Le drapeau est également mentionné dans les deuxième et troisième strophes de Mer Hayrenik, l'hymne national arménien :

« Voici, frère, un drapeau pour toi,

Que j'ai fait de mes mains

Les nuits où je ne dormais pas,

Je l'ai lavé de mes larmes.

Regarde-le, tricolore,

Notre symbole sacré,

Qu'il flamboie face à l'ennemi,

Que l'Arménie soit toujours glorieuse. »